# Joplin (Missouri)
Joplin – miasto w Stanach Zjednoczonych, w południowo-zachodniej części stanu Missouri, założone jako osada górnicza. Jest największym miastem hrabstwa Jasper, ale nie jego stolicą. W 2019 roku liczy 51 tys. mieszkańców. Przez miasto przechodzi historyczna trasa Route 66.

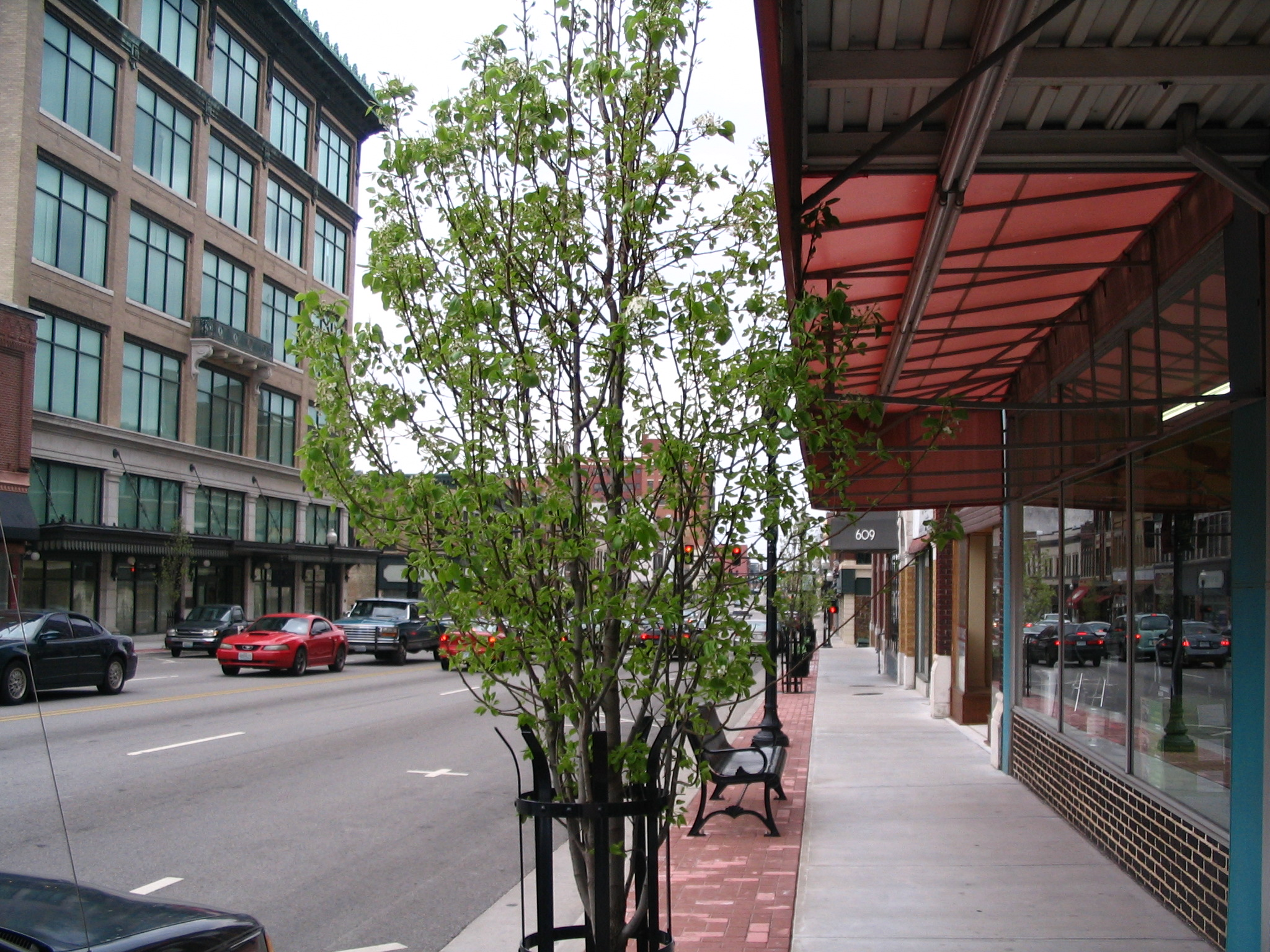
Ulica w Joplin.

Park Stanowy Prairie znajduje się 40 km na północ od miasta.

## Historia
Miasto zostało nazwane imieniem wielebnego Harrisa Joplina, wczesnego osadnika, który założył pierwszą kongregację metodystów w tym regionie.
Odkrycie rud ołowiu i cynku na tym obszarze w połowie XIX wieku przyniosło dobrobyt, a w 1873 roku Joplin połączyło się z Murphysburgiem. Kiedy w latach trzydziestych XX wieku załamał się boom górniczy, rozwinęły się inne gałęzie przemysłu.
22 maja 2011 roku przez miasto przeszła silna trąba powietrzna. Jej siłę oceniono na F5. Około 20% miasta zostało zniszczone. Zginęło 161 osób, co czyni ten przypadek najtragiczniejszym od 60 lat.

## Klimat
Miasto leży w strefie klimatu umiarkowanego, ciepłego, subtropikalnego, bez pory suchej z gorącym latem, należącego według klasyfikacji Köppena do strefy Cfa. Średnia temperatura roczna wynosi 14,4 °C, a opady 967,7 mm (w tym do 32,5 cm opadów śniegu). Średnia temperatura najcieplejszego miesiąca - sierpnia wynosi 26,7 °C, najzimniejszego - stycznia 1,7 °C. Najwyższa rekordowa zanotowana temperatura wyniosła 46,1 °C natomiast najniższa -22,2 °C. Miesiącem o najwyższych opadach jest lipiec ze średnią sumą opadów wynoszącą 129,5 mm a najniższe opady występują w styczniu i wynoszą 45,7 mm.

## Gospodarka
W mieście rozwinął się przemysł chemiczny, maszynowy, metalowy, spożywczy oraz hutniczy.

## Ludność
Według danych z 2019 roku 86,5% mieszkańców identyfikowało się jako biali (83,4% nie licząc Latynosów), 4,3% było rasy mieszanej, 3,2% jako czarni lub Afroamerykanie, 2,3% miało pochodzenie azjatyckie, 2,2% to byli rdzenni Amerykanie i 0,08% to byli Hawajczycy i mieszkańcy innych wysp Pacyfiku. Latynosi stanowili 5,1% ludności miasta.
Do największych grup należały osoby pochodzenia niemieckiego (17,0%), irlandzkiego (10,8%), angielskiego (8,6%), „amerykańskiego” (6,7%), szkockiego lub szkocko–irlandzkiego (4,4%), francuskiego (3,7%), meksykańskiego (3,6%) i włoskiego (3,0%). Polacy stanowili 0,8% populacji miasta.

### Religia

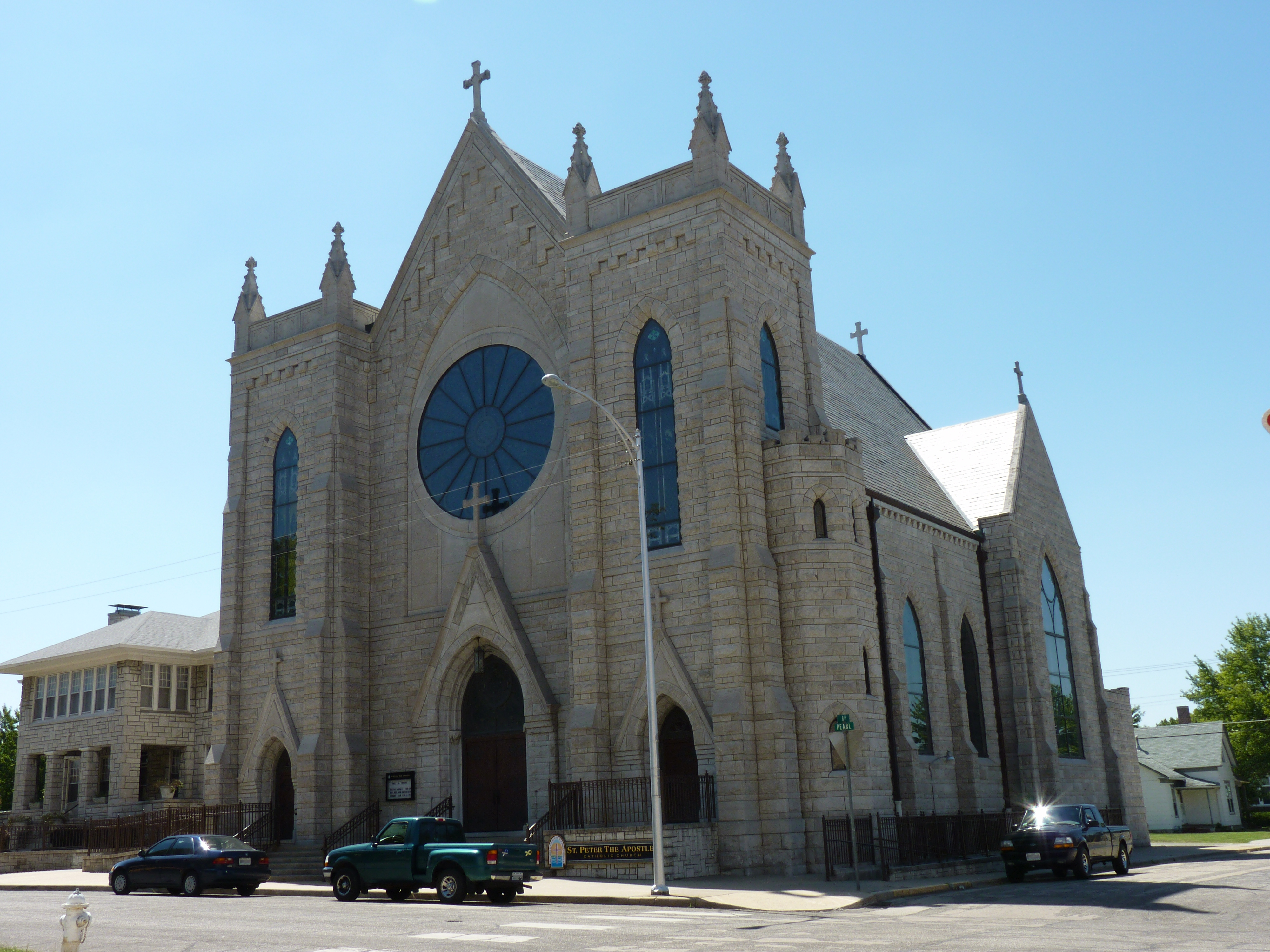
Kościół katolicki i plebania św. Piotra Apostoła.

W 2010 roku największymi grupami religijnymi w aglomeracji Joplin były:
- Południowa Konwencja Baptystów – 38 305 członków w 78 zborach
- Kościoły Chrystusowe – 16 036 członków w 56 zborach
- lokalne bezdenominacyjne zbory ewangelikalne – 10 668 członków w 27 zborach
- Zjednoczony Kościół Metodystyczny – 7780 członków w 27 kościołach
- Kościół katolicki – 7029 członków w 7 kościołach
- Kościoły zielonoświątkowe i uświęceniowe – ponad 7 tys. członków w 51 zborach

## Uczelnie
- Missouri Southern State University (1937)
- Ozark Christian College (1942)

## Urodzeni w Joplin
- Langston Hughes (1901–1967) – powieściopisarz[9]
- Robert Cummings (1910–1990) – aktor filmowy
- Jane Grant (1892–1972) – dziennikarka
- Dennis Weaver (1924–2006) – aktor